# Wyżnia Młynarzowa Przełęcz
Wyżnia Młynarzowa Przełęcz (słow. Vyšné Mlynárovo sedlo, ok. 2130 m) – przełączka w południowo-zachodniej grani Młynarza (główna grań Młynarza) w słowackich Tatrach Wysokich. Znajduje się pomiędzy Młynarzową Czubką (ok. 2125 m) a głównym wierzchołkiem Młynarza (Wielkim Młynarzem 2170 m). Jest to szerokie, płytko wcięte i trawiaste siodło. Na północny zachód do Doliny Żabiej Białczańskiej z przełęczy opada trawiasty żleb, który około 100 m poniżej grani łączy się ze żlebem opadającym z wierzchołka Wielkiego Młynarza. Na południe do Doliny Ciężkiej opada z przełączki mało stromy trawiasty stok do Żlebu Ascety.
Nazwę przełączki utworzył Władysław Cywiński. Granią przez przełęcz prowadzi łatwe przejście od Młynarzowej Przełęczy na szczyt Wielkiego Młynarza (0 w skali trudności).

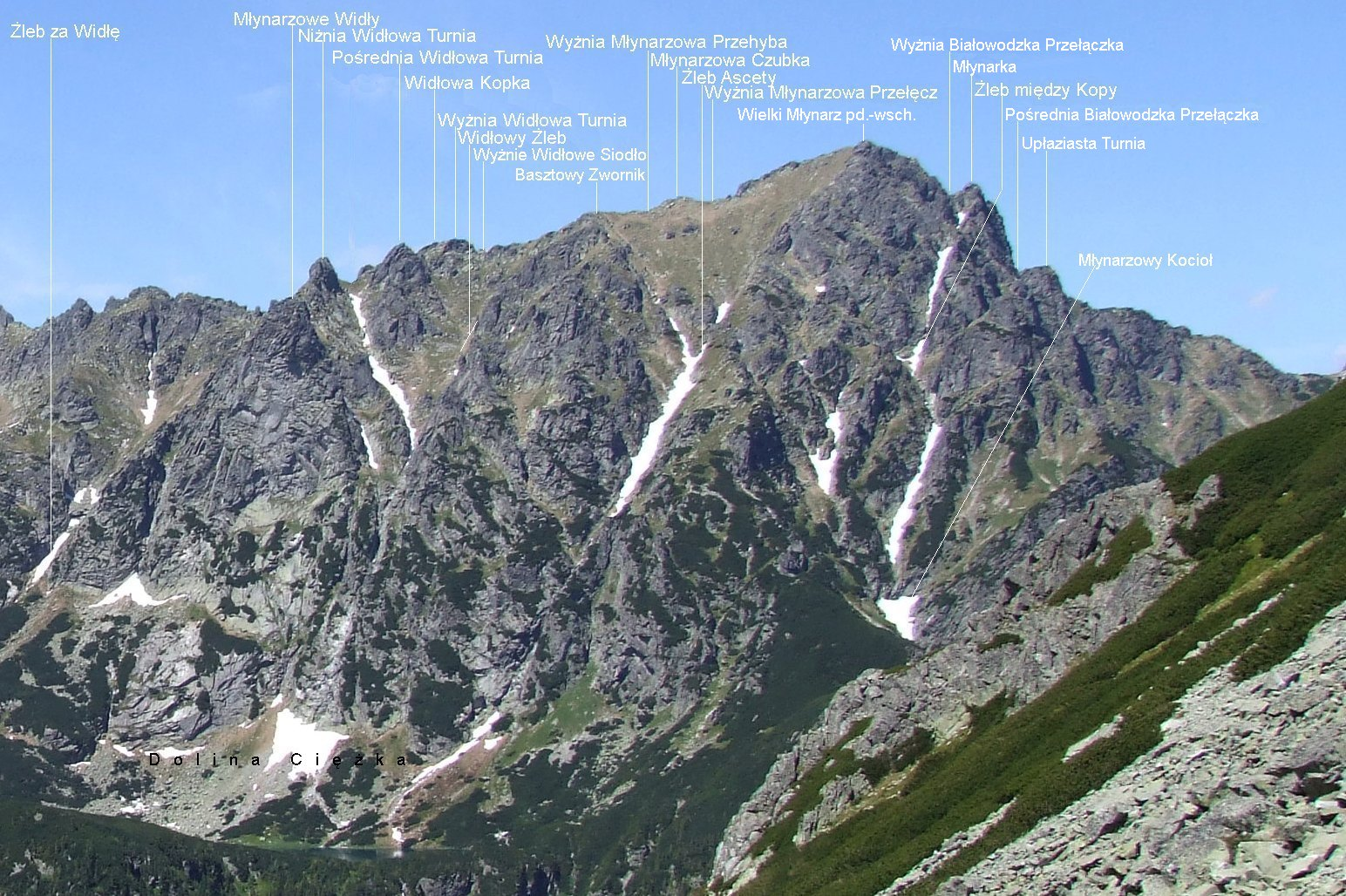
Widok z Doliny Litworowej